# Haubold von Einsiedel (Kreishauptmann)
Haubold von Einsiedel (* 11. Juni 1644; † 19. Dezember 1712 in Dresden) war Rat des Kurfürsten Johann Georg IV. von Sachsen und Hauptmann des Erzgebirgischen Kreises sowie Besitzer der Rittergüter Hopfgarten und Syhra.

## Leben
Er stammte aus dem sächsischen Adelsgeschlecht von Einsiedel und war der Sohn von Innocenz von Einsiedel und dessen Ehefrau Dorothea von Einsiedel. 1693 wird er als Rat des Kurfürsten Johann Georg IV. von Sachsen und Hauptmann des Erzgebirgischen Kreises genannt. Später wurde er Steuerdirektor. Er saß unter anderem auf Hopfgarten und war verheiratet mit Maria Sophia geborene von Gersdorff, welche 1700 verstarb. Zu ihren vielen Kindern zählt Christiana Amalia von Ende.